# Çayboyu, Kavaklıdere
Çayboyu là một thị trấn thuộc huyện Kavaklıdere, tỉnh Muğla, Thổ Nhĩ Kỳ. Dân số thời điểm năm 2011 là 1.301 người.